# Ascotis cuneata
Ascotis cuneata là một loài bướm đêm trong họ Geometridae.